# Schokoladespiel

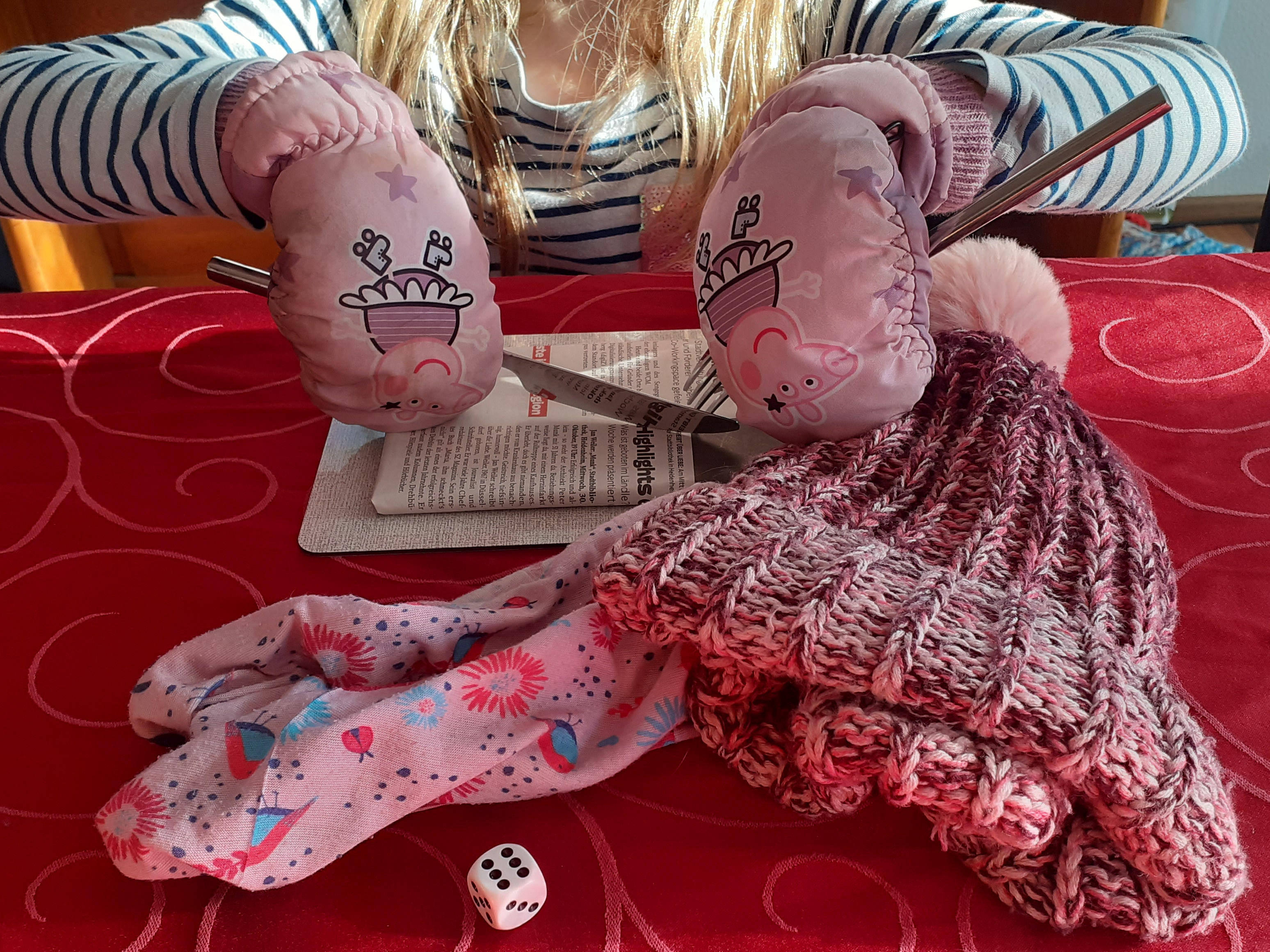
Schokoladespiel

Das Schokoladespiel oder Schokolade essen ist ein einfaches Würfelspiel für Kinder, das mit einem Spielwürfel und mehreren Utensilien gespielt wird. Das Spiel ist wie Mehlschneiden ein bekanntes Spiel auf Kindergeburtstagen. Es geht darum, möglichst viel Schokolade essen zu dürfen.

## Spielweise
Das Spiel kann mit beliebig vielen Mitspielern gespielt werden. Benötigt werden ein 6-seitiger Spielwürfel, eine in Zeitungspapier verpackte und verschnürte Tafel Schokolade, ein Messer und eine Gabel sowie mehrere Kleidungsstücke: ein Schal, eine Mütze, eine Sonnenbrille und ein Paar Fausthandschuhe.
Gewürfelt wird reihum je einmal oder alternativ drei Mal. Der Mitspieler, der zuerst eine Sechs würfelt versucht, so schnell wie möglich, alle Kleidungsstücke anzulegen und danach mit Messer und Gabel die Schokoladentafel auszupacken. Er darf sich so lang daran versuchen wie kein anderer Mitspieler eine Sechs würfelt. Passiert dies, muss er Messer und Gabel beiseite legen,  sich ausziehen und die Kleidungsstücke an den jeweiligen Mitspieler weitergeben. Dies wird so lange wiederholt, bis ein Mitspieler die Schokolade auspacken konnte, danach darf er beginnen, sich mit Messer und Gabel einzelne Stücke abzuschneiden und diese zu essen – wieder nur so lange, bis der nächste Mitspieler eine Sechs würfelt. Beendet ist das Spiel, wenn die Schokolade aufgegessen wurde.

## Belege
1. 1 2 3 4  „Schokolade essen“ In: 100er Spielesammlung (Memento des Originals vom 26. März 2016 im Internet Archive)  Info: Der Archivlink wurde automatisch eingesetzt und noch nicht geprüft. Bitte prüfe Original- und Archivlink gemäß Anleitung und entferne dann diesen Hinweis.. Spielregelheft der Spielesammlung des Nürnberger Spielkartenverlags; S. 7.
2. 1 2 3 4  „Schokoladespiel“ In: Friedrich Pruss: Würfelspiele. Falken Verlag, Niedernhausen 1998; S. 14. ISBN 3-635-60129-2.